# Fumariaceae
Fumariaceae é uma família de plantas angiospérmicas (plantas com flor - divisão Magnoliophyta), pertencente à ordem Ranunculales.
A ordem à qual pertence esta família está por sua vez incluida na classe Magnoliopsida (Dicotiledóneas): desenvolvem portanto embriões com dois ou mais cotilédones.

## Gêneros
| - Adlumia - Corydalis - Dicentra - Ehrendorferia - Fumaria | - Hypecoum - Lamprocapnos - Pseudofumaria - Rupicapnos - Sarcocapnos |